# بادیس آبی
بادیس آبی یا بادیس بادیس که به نام سوف آبی نیز شناخته می شود گونه کوچکی از ماهیان آب‌شیرین آسیایی از خانواده ماهیان آفتاب‌پرست از راسته لابیرنت‌ماهی ها است. در برکه‌ها، رودخانه‌ها، خندق‌ها و باتلاق‌های شمال هند، شرق پاکستان، بنگلادش، بوتان و نپال، از جمله حوضه‌ رودهای گنگ، برهماپوترا، ماهانادی و ایندوس یافت می‌شود.    گاهی اوقات به عنوان ماهی آکواریومی نگهداری می شود.  این گونه یک ماهی کوچک و درنده است که از بی مهرگان ریز تغذیه می کند. حداکثر طول کل حدود ۸ سانتیمتر (۳ اینچ) است .   گونه ای با دودیسی جنسی است و نرها در مقایسه با ماده ها بزرگتر و رنگارنگ تر می شوند، به خصوص وقتی هیجان زده می شوند. نرهای بالغ دارای باله‌های آبی هستند و ممکن است نوارهای عمودی تیره‌ای روی پهلوهای خود داشته باشند، در حالی که ماده‌ها کوچک‌تر و کم رنگ تر هستند. دو خویشاوند مشابه که قبلاً با این گونه اشتباه گرفته میشدند، اکنون به عنوان گونه های جداگانه بادیس شناخته می شوند.  این دو جنس که Badis و Dario هستند اکنون در خانواده برگ‌ماهیان آسیایی قرار گرفته اند. 

## مراجع
1. 1 2 3  Chaudhry, S. (2010). "Badis badis". IUCN Red List of Threatened Species. IUCN. 2010: e.T168335A6478454. doi:10.2305/IUCN.UK.2010-4.RLTS.T168335A6478454.en. Retrieved 20 November 2021.
2. 1 2
3. ↑  Mirza, M.R.; Mirza, Z.S. (2014). "Longitudinal Zonation in the Fish Fauna of the Indus River in Pakistan". Biologia (Pakistan). 60 (1): 149–152.
4. ↑  About Badis badis
5. ↑  The length of Badis badis are some record in some countries
6. ↑  Kullander, S.O.; R. Britz (2002). "Revision of the family Badidae (Teleostei: Perciformes), with description of a new genus and ten new species". Ichthyological Exploration of Freshwaters. 13 (4): 295–372.